# Капітан Артуро Прат (антарктична станція)
Капітан Артуро Прат (ісп. Base naval Capitán Arturo Prat) — чилійська науково-дослідна станція в Антарктиці, заснована у 1947 році. Розташована на о. Гринвіч Південних Шетландських островів. Населення становить 9 осіб.
Станція є однією із найстаріших на континенті. З 2008 року працює протягом всього року.
Має ім'я чилійського морського офіцера Артуро Прата.

## Клімат
Клімат морський полярний (Кеппен: ET), на узбережжі півострова з менш суворими середніми показниками, ніж очікувалося в Антарктиді. Екстремальні температури можуть сягати -29 °C у липні, що цілком терпимо для людей, захищених через значне пом'якшення моря, а рідкісна спека спричиняє температуру до 19 °C, що є відносно високим значенням. Клімат досить вологий для його розташування, а опади досить добре розподілені, так що навіть у найсухіші місяці тут випадає більше опадів, ніж майже в усій середземноморській зоні.